# S&M2
S&M2 – płyta koncertowa zespołu Metallica zawierająca najpopularniejsze nagrania zespołu, nagrana w 2019 z orkiestrą symfoniczną z San Francisco pod batutą Edwina Outwatera.

## Tło i nagrywanie
S&M2 jest kontynuacją wydanego w listopadzie 1999 roku pierwszego koncertu S&M. Oficjalne ogłoszenie nastąpiło w marcu 2019 roku – został on zaplanowany jako uczczenie dwudziestej rocznicy S&M. Sesje nagraniowe odbyły się 6 i 8 września 2019 w Chase Center, było to zarazem otwarcie tego miejsca.
Nagrania w Polsce uzyskały status złotej płyty.
Film z nagraniem z koncertu miał premierę w kinach 9 października. Przychody z filmu osiągnęły 5,5 miliona dolarów na całym świecie, dzięki czemu S&M2 stał się najbardziej dochodowym filmem z koncertu rockowego w historii. W rezultacie 30 października film został pokazany w kinach po raz drugi.

## Lista utworów
Opracowano na podstawie materiału źródłowego.
| CD 1 | CD 1                       | CD 1                                                     | CD 1    |
| Nr   | Tytuł utworu               | Autorzy                                                  | Długość |
| ---- | -------------------------- | -------------------------------------------------------- | ------- |
| 1.   | „The Ecstasy of Gold”      | Ennio Morricone                                          | 2:43    |
| 2.   | „The Call of Ktulu”        | James Hetfield, Lars Ulrich, Dave Mustaine, Cliff Burton | 9:13    |
| 3.   | „For Whom the Bell Tolls”  | Hetfield, Ulrich, Burton                                 | 4:36    |
| 4.   | „The Day That Never Comes” | Hetfield, Ulrich, Kirk Hammett, Robert Trujillo          | 8:26    |
| 5.   | „The Memory Remains”       | Hetfield, Ulrich                                         | 5:42    |
| 6.   | „Confusion”                | Hetfield, Ulrich                                         | 6:40    |
| 7.   | „Moth into Flame”          | Hetfield, Ulrich                                         | 6:17    |
| 8.   | „The Outlaw Torn”          | Hetfield, Ulrich                                         | 10:02   |
| 9.   | „No Leaf Clover”           | Hetfield, Ulrich, Hammett                                | 5:29    |
| 10.  | „Halo on Fire”             | Hetfield, Ulrich                                         | 8:19    |
|      |                            |                                                          | 1:07:27 |

| CD 2 | CD 2                                                                       | CD 2                                | CD 2    |
| Nr   | Tytuł utworu                                                               | Autorzy                             | Długość |
| ---- | -------------------------------------------------------------------------- | ----------------------------------- | ------- |
| 1.   | „Intro to "Scythian Suite"”                                                |                                     | 5:16    |
| 2.   | „Scythian Suite, Opus 20: The Enemy God and the Dance of the Dark Spirits” | Siergiej Prokofjew                  | 3:39    |
| 3.   | „Intro to "The Iron Foundry"”                                              |                                     | 1:02    |
| 4.   | „The Iron Foundry, Opus 19”                                                | Aleksandr Mosołow                   | 4:15    |
| 5.   | „The Unforgiven III”                                                       | Hetfield, Ulrich, Hammett, Trujillo | 8:18    |
| 6.   | „All Within My Hands”                                                      | Hetfield, Ulrich, Hammett, Bob Rock | 6:13    |
| 7.   | „(Anesthesia) Pulling Teeth”                                               | Burton                              | 7:27    |
| 8.   | „Wherever I May Roam”                                                      | Hetfield, Ulrich                    | 6:32    |
| 9.   | „One”                                                                      | Hetfield, Ulrich                    | 9:23    |
| 10.  | „Master of Puppets”                                                        | Hetfield, Ulrich, Burton            | 8:29    |
| 11.  | „Nothing Else Matters”                                                     | Hetfield, Ulrich                    | 6:39    |
| 12.  | „Enter Sandman”                                                            | Hetfield, Ulrich, Hammett           | 8:47    |
|      |                                                                            |                                     | 1:16:00 |

## Twórcy
Opracowano na podstawie materiału źródłowego.
| Zespół Metallica w składzie - James Hetfield – gitara rytmiczna, wokal prowadzący, produkcja muzyczna; gitara prowadząca ("Nothing Else Matters"), solo gitarowe (outro utworu "The Outlaw Torn" oraz bridge utworu "Master of Puppets") - Lars Ulrich – perkusja, produkcja muzyczna - Kirk Hammett – gitara prowadząca, chórki - Robert Trujillo – gitara basowa, wokal wspierający oraz - San Francisco Symphony Orchestra pod batutą Edwina Outwatera | Inni - Greg Fidelman – miksowanie - Bob Ludwig – mastering - David Turner – oprawa graficzna - Scott Pingel – solo kontrabasu w (Anesthesia) Pulling Teeth - Avi Vinocur – dodatkowy wokal w All Within My Hands |